# Orleana Andersen-Boker
Pour les articles homonymes, voir Andersen et Boker.
Orleana Andersen-Boker, née le 10 août 1831 à New York et morte dans cette même ville le 13 novembre 1882 dans le quartier de Manhattan, est une compositrice américaine.

## Biographie
Elle fait ses études auprès de Henry Christian Timm (en). Elle produit notamment des arrangements de la Symphonie no 1 de Felix Mendelssohn, ainsi que de la Double Symphonie et de la Symphonie historique de Louis Spohr. Ces arrangements ont reçu les éloges du compositeur.